# إدوارد بي. كورتيس
إدوارد بي. كورتيس (بالإنجليزية: Edward B. Curtis) هو رياضياتي أمريكي، ولد في 13 مارس 1933 في نيوبوريبورت في الولايات المتحدة.